# Patriot (Indiana)
Patriot – miasto w Stanach Zjednoczonych, w stanie Indiana, w hrabstwie Switzerland.